# Daniel da Bulgária
Daniel (em búlgaro:  Даниил; nascido: Atanas Trendafilov Nikolov, em búlgaro:  Атанас Трендафилов Николов; 2 de março de 1972, Smolyan, República Popular da Bulgária) é bispo da Igreja Ortodoxa Búlgara e, desde 30 de junho de 2024, Patriarca da Bulgária e Metropolita de Sófia.